# Castro (Balmonte)
Castro (oficialmente y en asturiano: El Castro) es una aldea de la parroquia de Balmonte, concejo de Castropol, en la comarca del Eo-Navia, Principado de Asturias, España.